# معاهده سامرا

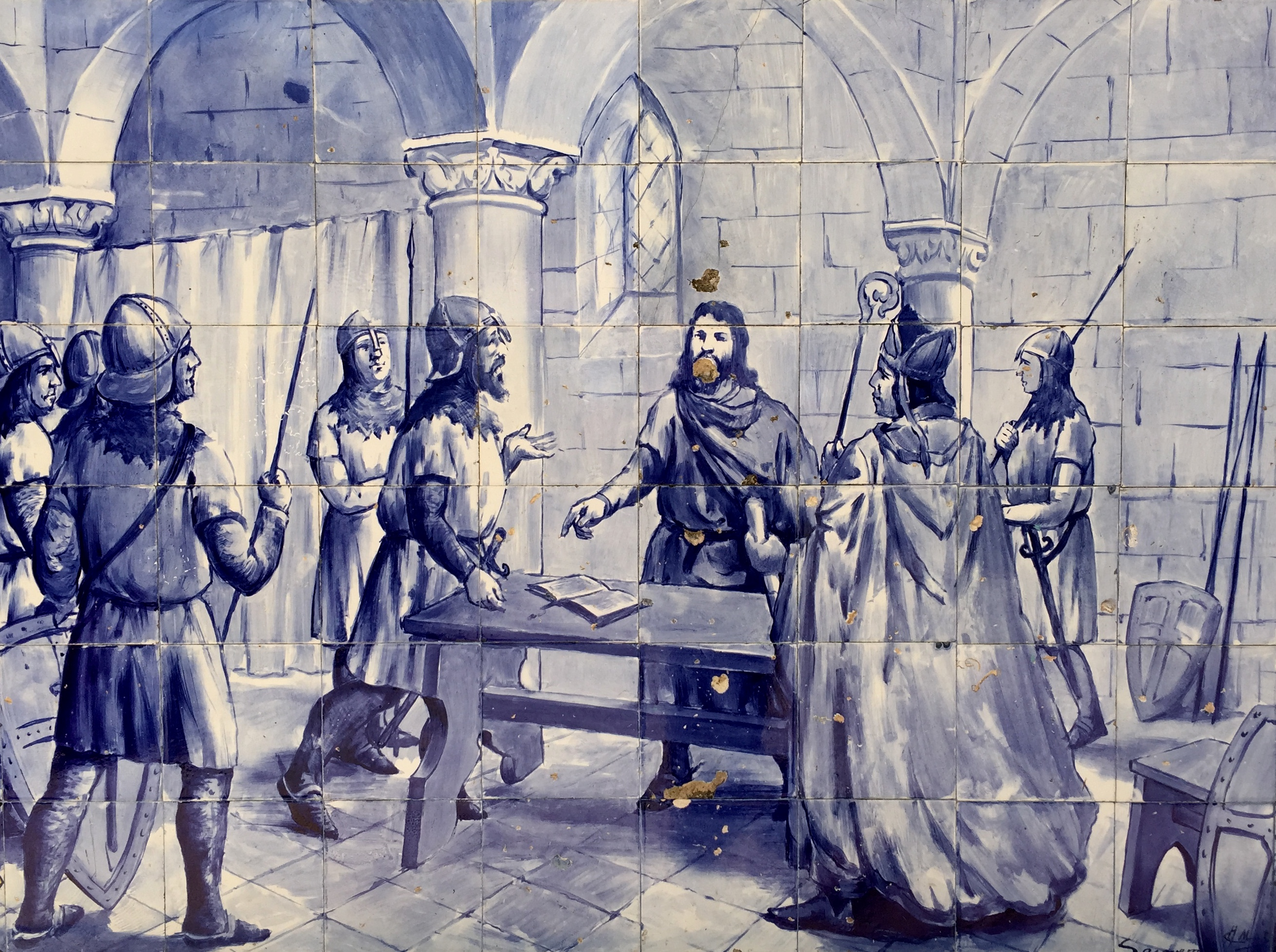
امضای معاهده سامرا

معاهده سامرا (انگلیسی: Treaty of Zamora) معاهده‌ای بود که بر اساس آن استقلال پرتغال از طرف پادشاهی لئون به رسمیت شناخته می‌شد.
بر اساس مفاد این معاهده که در ۵ اکتبر ۱۱۴۳ در کلیسای جامع شهر سامرا (اسپانیا) حاصل شد، آلفونسو هفتم لئون پادشاه پادشاهی لئون، پادشاهی پرتغال به پادشاهی آلفونسو اول پرتغال را به رسمیت می‌شناخت.این دو هم‌چنین توافق کردند که صلح میانشان پایدار باشد.